# Adrian Valent
Adrian Valent (XVI secolo) è stato un organista e compositore francese.

## Biografia
Quasi nulla si conosce del Valent, se non che fu maestro di cappella presso la Basilica di Santa Maria Maggiore a Roma dal 1556 al 1562 e che compose alcuni inni sacri che vennero trascritti da Nicolò Pervé.